# Rajon Ljachawitschy

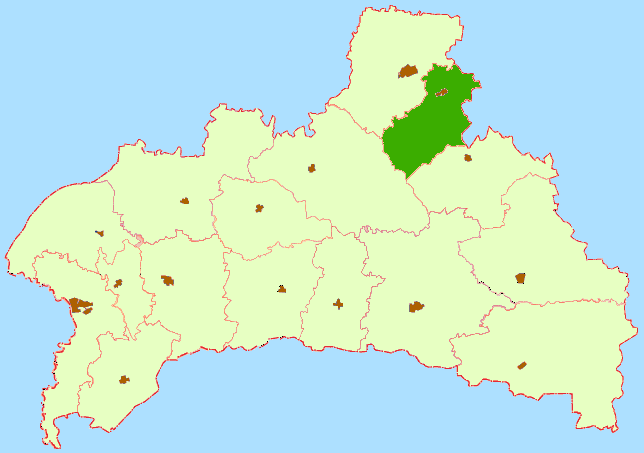
Rajon Ljachawitschy, Karte

Der Rajon Ljachawitschy (belarussisch Ляхавіцкі раён Ljachawizki rajon; russisch Ляховичский район Ljachowitschski rajon) ist eine Verwaltungseinheit im nördlichen Teil der Breszkaja Woblasz in Belarus. Der Rajon hat eine Fläche von 1353,55 km², umfasst 124 Ortschaften und ist in 11 Selsawets gegliedert. Administratives Zentrum des Rajon ist die Stadt Ljachawitschy.

## Geographie
Der Rajon Ljachawitschy liegt im Nordosten der Breszkaja Woblasz. Die Nachbarrajone in der Breszkaja Woblasz sind im Südosten Hanzawitschy, im Südwesten Iwazewitschy und im Nordwesten Baranawitschy.